# 劉人豪
劉人豪（1995年11月10日—）為臺灣男子籃球運動員，場上位置為控球后卫，現效力於台灣職業籃球大聯盟新北中信特攻。

## 生平
劉人豪是泰雅族人，畢業於大同國小、明仁國中、能仁家商、健行科技大學，高一時曾收下高中籃球聯賽新人王，也隨著能仁家商奪下兩座高中籃球聯賽冠軍，進入健行科技大學則奪下一座大專籃球聯賽冠軍，2018年7月在超級籃球聯賽新人選秀會第一輪七順位被裕隆納智捷選中，2020年前往中國大陸，2021年11月返臺加入T1聯盟臺南台鋼獵鷹，2022年3月離隊回到中國大陸，2022年9月與佛山功夫小子合約到期，2022年10月以一年合約加盟T1聯盟新北中信特攻。2023年7月底參加2024年奧運男籃資格賽亞洲區預選賽代表隊訓練，歷經兩週集訓之後，中華民國籃球協會因為安全考量不參加該賽事，讓代表隊成員歸建母隊。

## 外部連結
- 劉人豪的Instagram帳戶
- 劉人豪在fiba.basketball（英语）
- 劉人豪在fiba.basketball（英语）
- 劉人豪在archive.fiba.com（存檔）（英语）
- 劉人豪在台灣職業籃球大聯盟
- 劉人豪在Eurobasket.com（球員）（英语）
- 劉人豪在Proballers（英语）
- 劉人豪在RealGM（英语）
- 劉人豪在Flashscore（英语）